# Wachenheimer Böhlig
Die Wachenheimer Böhlig ist eine Weinlage der Gemeinde Wachenheim im rheinland-pfälzischen Landkreis Bad Dürkheim. Sie hat eine Fläche von ca. 5 Hektar.
Die Weinlage gehört zur Großlage Forster Mariengarten und wird nach der VDP-Qualitätspyramide als Erste Lage eingestuft. Der Boden besteht aus Sandstein und lehmigem Sand. mit einem hohen Kalkanteil im Boden. Die Böhlig hat eine Höhe von 145 bis 165 m ü. NHN mit einer Neigung von 9 % und liegt südlich von Wachenheim. Hauptsächlich wird dort Riesling angebaut.